# Громадянська війна у Гватемалі
Громадянська війна у Гватемалі (1960–1996; ісп. Guerra civil de Guatemala) — серія збройних конфліктів у республіці Гватемала у другій половині ХХ століття. Не має чітких часових меж, поділяється на кілька періодів загальною тривалістю близько 36 років.

## Передумови
До дестабілізації обстановки в країні призвів державний переворот 1954 року, в результаті якого було усунуто від влади президента Хакобо Арбенса.

## Перебіг війни

### 1960—1970-ті
13 листопада 1960 року в центральних казармах група молодих офіцерів підбурила повстання проти уряду. Повстанцям удалось зайняти військову базу в Сакапі, однак до 15 листопада їхній виступ було придушено. Тим не менше, частина активістів змогла залишити країну, а після початку громадянської війни багато хто з них (Алехандро де Леон, Маріо Антоніо Йон Соса, Луїс Августо Турсіос Ліма, Луїс Трехо Есківель, Вісенте Лоарка й інші) об'єднались із рештою опозиційних груп (включаючи Комуністичну партію) та постали на чолі партизансько-повстанських сил.
На початку лютого 1962 року виник перший осередок партизанського руху у східній частині країни, на початку березня — другий осередок (у центральній частині).
Керівництво повстанської армії встановило відносини з урядом Куби. У 1970-х роках до боротьби з режимом приєдналась велика кількість активістів з числа індіанців-мая, та невдовзі села мая стали об'єктами каральних військових операцій.
Конфлікт набув не лише соціально-економічного, але й етнічного забарвлення, оскільки землевласники європейського походження та близькі до них метиси-ладіно скористались загальним безладом і почали проводити насильницьку експропріацію земель мая та геноцид індіанців.

### 1980-ті
До початку 1980 року на території країни діяли чотири фронти повстанських сил:
- північний фронт «капітан Андроклес Ернандес» (департамент Петен);
- південний фронт «капітан Сантос Саласар» (департаменти Ескуїнтла, Санта-Роса, Реталулеу та Сучитепекес);
- центральний фронт (столиця та її околиці);
- західний фронт (департамент Чимальтенанго)

7 лютого 1982 року в результаті об'єднання чотирьох повстанських організацій було створено блок Гватемальська національна революційна єдність (ГНРЄ). 1 липня того ж року генерал Ефраїн Ріос Монтт запровадив у країні положення облоги, у своїй промові на національному радіо він заявив, що «віднині кожен, захоплений зі зброєю в руках буде розстріляний». У боротьбі з повстанцями командування гватемальської армії проводило політику «спаленої землі» у гірських районах. Профспілки та політична опозиція були знищені, багато їх активістів стали жертвами політичних убивств і «зникнень» або тікали з країни.
1984 року військова хунта скликала Національну асамблею, яка ухвалила нову конституцію. В результаті виборів 1984—1985 років президентом став Вінісіо Сересо, представник правоцентристської Християнсько-демократичної партії.
1987 у гватемальському місті Ескіпулас зібрались президенти центральноамериканських держав. Там було ухвалено регіональний план політичного примирення, запропонований президентом Коста-Рики Оскаром Аріасом. Також було підписано угоду, яка проголошувала принцип демократії як обов'язкові передумови до врегулювання конфліктів.
Первинно реалізація тієї угоди у Гватемалі наштовхнулась на труднощі, оскільки і ГНРЄ, і армія вимагали одне від одного виконання низки попередніх умов до початку перемовин. Провідну роль у формуванні громадської думки на підтримку як національного діалогу, так і «гуманізації війни» відіграла Католицька церква. Сформована урядом, частково за наполяганням церковної влади, Комісія національного примирення (КНП) ініціювала 1989 року перемовини, що отримали назву «Великого загальнонаціонального діалогу». Наступного року КНП провела у Норвегії перемовини з ГНРЄ під егідою Світової лютеранської федерації.

### 1990-ті
У березні 1990 року було підписано «Угоди Осло», що зобов'язували сторони шукати політичні рішення для розв'язання конфлікту. 1991 почались перемовини ГНРЄ з урядом, які первинно відбувались за посередництва єпископа Гватемали, а потім — за посередництва ООН.
Станом на середину 1990 року повстанці активно діяли в околицях столиці й у 14 з 22 департаментів країни, а у низці районів вони створили власні адміністративні органи.
В середині 1994 року міністр оборони Маріо Енрікес відкрито визнав, що після 30 років військового конфлікту військова перемога над повстанцями ГНРЄ є неможливою («хоч їхня чисельність не перевищує 900 осіб») та виступив за мирні перемовини.
До кінця 1996 року сторони уклали шість суттєвих та п'ять робочих угод. У них було намічено кроки з припинення військового конфлікту й надано гарантії реформ, спрямованих на розв'язання деяких соціальних і структурних питань, що групувались за темами: права людини, комісія зі встановлення фактів, повернення біженців та вимушених переселенців, статус і права корінних народів, соціально-економічні та сільськогосподарські питання, зміцнення цивільної влади й роль збройних сил, реформа Конституції та виборчої системи. У грудні 1996 представники уряду й командування партизан підписали «Договір про міцний і тривалий мир», що поклав край громадянській війні.